# Цистиколовые
Цистиколовые (лат. Cisticolidae) — семейство небольших птиц из отряда воробьинообразных (Passeriformes). В семейство включают 26 родов и 168 видов. Распространены в южных регионах Старого Света.
Вероятно, семейство произошло из Африки, где встречается большая часть видов, но также они распространены во всей тропической зоне Азии и в Австралии. Всего один вид живёт в Европе — веерохвостая цистикола (Cisticola juncidis).
Эти птички сравнительно маленькие, светло-коричневого и серого цвета. Гнёзда строят в низких растениях, таких как кусты или тростник.

## Классификация
Международный союз орнитологов относит к семейству 26 родов и 168 видов:
- Apalis Swainson, 1833 — Апалисы — 26 видов
- Artisornis Friedmann, 1928 — Красношапочные славки[3] — 2 вида
- Bathmocercus Reichenow, 1895 — Красно-чёрные славки[3] — 2 вида
- Calamonastes Sharpe, 1883 — 4 вида
- Camaroptera Sundevall, 1850 — Крапивниковые славки — 5 видов
- Cisticola Kaup, 1829 — Цистиколы — 53 вида
- Drymocichla Hartlaub, 1881 — Краснокрылки[4] — 1 вид
- Eminia Hartlaub, 1881 — Эминии[4] — 1 вид
- Eremomela Sundevall, 1850 — Желтобрюшки[5][6] — 10 видов
- Euryptila Sharpe, 1883 — Эуриптилы[5] — 1 вид
- Heliolais Sharpe, 1903
- Hypergerus Reichenbach, 1850 — Иволговые славки[7] — 1 вид
- Incana Lynes, 1930 — Инканы[7] — 1 вид
- Malcorus A. Smith, 1829 — 1 вид
- Micromacronus Amadon, 1962 — Пеночковые тимелии — 2 вида
- Neomixis Sharpe, 1881 — Эрессы[8] — 3 вида
- Oreolais Nguembock, Fjeldså, Couloux, Cruaud & Pasquet, 2008 — 2 вида
- Oreophilais Clancey, 1991 — 1 вид
- Orthotomus Horsfield, 1821 — Портнихи — 13 видов
- Phragmacia Brooke & Dean, 1990 — 1 вид
- Phyllolais Hartlaub, 1881 — 1 вид
- Poliolais Alexander, 1903 — 1 вид
- Prinia Horsfield, 1821 — Принии — 30 видов
- Scepomycter Grant & Mackworth-Praed, 1941 — Лисьи славки[9] — 2 вида
- Schistolais Wolters, 1980 — 2 вида
- Spiloptila Sundevall, 1872 — 1 вид
- Urolais Alexander, 1903 — 1 вид
- Urorhipis Heuglin, 1871

Ранее входившая в семейство скотоцерка в результате молекулярного исследования ДНК была выделена в монотипическое семейство скотоцерковых.